# Мафалда
Мафалда (итал. Mafalda) је насеље у Италији у округу Кампобасо, региону Молизе.
Према процени из 2011. у насељу је живело 981 становника. Насеље се налази на надморској висини од 444 м.

## Становништво
| 1936. | 1951. | 1961. | 1971. | 1981. | 1991. | 2001. | 2011. |
| ----- | ----- | ----- | ----- | ----- | ----- | ----- | ----- |
| 2.438 | 2.669 | 2.141 | 1.869 | 1.724 | 1.607 | 1.340 | 1.231 |